# أبو الحسن الطرائفي
أحمد بن محمَّد بن عَبدوس بن سلمة بن مسور بن سنان بن مزاحم، أبو الحسن الطَّرائِفي، مولى خداش بن حلْبَس العنزي، النَّيسَابُوري. أحد رواة الحديث النبوي، ولقب بالطرائفي؛ لأنه كان يتتبع طرائف الأحاديث ويطلبها.

## حياته
سمع محمد بن أشرس، والسري بن خزيمة، وارتحل إلى عثمان بن سعيد الدارمي، فأكثر عنه.
حدث عنه : أبو علي الحافظ، وأبو الحسين الحجاجي، والحاكم، وابن محمش، والسلمي، ويحيى بن المزكي، وآخرون.
قال الحاكم : كان صدوقا. قال لي : أقمت ببغداد سنة أربع وثمانين ومائتين على التجارة، فلم أسمع بها شيئا.
قال : وتوفي في رمضان سنة ست وأربعين وثلاثمائة وصلى عليه أبو الوليد الفقيه.